# Kitty, Daisy & Lewis
Kitty Daisy & Lewis – angielski zespół współtworzony przez rodzeństwo Durhamów: Kitty, Daisy i Lewisa. Od ich imion pochodzi nazwa zespołu. Ich muzyka łączy elementy R&B, swingu, jump bluesa, country, bluesa i rock ‘n’ rolla.

## Kariera
Swoją działalność muzyczną Kitty, Daisy & Lewis zaczęli w roku 2000. Grupa składa się z multiinstrumentalistów grających m.in. na gitarze, banjo, gitarze hawajskiej, harmonijce, kontrabasie, ukulele i puzonie. Do ich fanów należą osoby takie jak Amy Winehouse, Chris Martin czy Ewan McGregor. Grupa wspierała w swojej karierze takich wykonawców jak Coldplay, Razorlight czy Richard Hawley.
Zespół wystąpił w sierpniu 2011 roku po raz pierwszy w Polsce (w Poznaniu).

## Dyskografia
- Single
- „Honolulu Rock and Roll” (2005)
- „Mean Son of a Gun” (2006)
- „Going Up the Country” (2008)
- „(Baby) Hold Me Tight” (2008)

Albumy studyjne
- A-Z of Kitty, Daisy & Lewis: The Roots Of Rock ‘n’ Roll (2007)
- Kitty, Daisy & Lewis (2008)
- Smoking in Heaven (2011)